# Lista de Estados soberanos por ano
Listas anuais com os Estados soberanos à altura.

## Terceiro milênio d.C.

### Século XXI
Até ao presente
2013 – 2012 – 2011 – 2010 – 2009 – 2008 – 2007 – 2006 – 2005 – 2004 – 2003 – 2002 – 2001

## Segundo milênio d.C.

### Século XX
2000 – 1999 – 1998 – 1997 – 1996 – 1995 – 1994 – 1993 – 1992 – 1991
1990 – 1989 – 1988 – 1987 – 1986 – 1985 – 1984 – 1983 – 1982 – 1981
1980 – 1979 – 1978 – 1977 – 1976 – 1975 – 1974 – 1973 – 1972 – 1971
1970 – 1969 – 1968 – 1967 – 1966 – 1965 – 1964 – 1963 – 1962 – 1961
1960 – 1959 – 1958 – 1957 – 1956 – 1955 – 1954 – 1953 – 1952 – 1951
1950 – 1949 – 1948 – 1947 – 1946 – 1945 – 1944 – 1943 – 1942 – 1941
1940 – 1939 – 1938 – 1937 – 1936 – 1935 – 1934 – 1933 – 1932 – 1931
1930 – 1929 – 1928 – 1927 – 1926 – 1925 – 1924 – 1923 – 1922 – 1921
1920 – 1919 – 1918 – 1917 – 1916 – 1915 – 1914 – 1913 – 1912 – 1911
1910 – 1909 – 1908 – 1907 – 1906 – 1905 – 1904 – 1903 – 1902 – 1901

### Século XIX
1900 – 1899 – 1898 – 1897 – 1896 – 1895 – 1894 – 1893 – 1892 – 1891
1890 – 1889 – 1888 – 1887 – 1886 – 1885 – 1884 – 1883 – 1882 – 1881
1880 – 1879 – 1878 – 1877 – 1876 – 1875 – 1874 – 1873 – 1872 – 1871
1870 – 1869 – 1868 – 1867 – 1866 – 1865 – 1864 – 1863 – 1862 – 1861
1860 – 1859 – 1858 – 1857 – 1856 – 1855 – 1854 – 1853 – 1852 – 1851
1850 – 1849 – 1848 – 1847 – 1846 – 1845 – 1844 – 1843 – 1842 – 1841
1840 – 1839 – 1838 – 1837 – 1836 – 1835 – 1834 – 1833 – 1832 – 1831
1830 – 1829 – 1828 – 1827 – 1826 – 1825 – 1824 – 1823 – 1822 – 1821
1820 – 1819 – 1818 – 1817 – 1816 – 1815 – 1814 – 1813 – 1812 – 1811
1810 – 1809 – 1808 – 1807 – 1806 – 1805 – 1804 – 1803 – 1802 – 1801
- Lista de estados do século XVIII
- Lista de estados do século XVII
- Lista de estados do século XVI
- Lista de estados do século XV
- Lista de estados do século XIV
- Lista de estados do século XIII
- Lista de estados do século XII
- Lista de estados do século XI

## Primeiro milênio d.C.
- Lista de estados do século X
- Lista de estados do século IX
- Lista de estados do século VIII
- Lista de estados do século VII
- Lista de estados do século VI
- Lista de estados do século V
- Lista de estados do século IV
- Lista de estados do século III
- Lista de estados do século II
- Lista de estados do século I